# Reticulaphis inflata
Reticulaphis inflata är en insektsart som beskrevs av Yeh och Hsu 2008. Reticulaphis inflata ingår i släktet Reticulaphis och familjen långrörsbladlöss. Inga underarter finns listade i Catalogue of Life.